# Östra Göinge
La commune d'Östra Göinge est une commune suédoise du comté de Skåne. 13 864 personnes y vivent. Son chef-lieu se trouve à Broby.

## Localités principales
- Broby
- Emmislöv
- Glimåkra
- Hanaskog
- Hjärsås
- Immeln
- Knislinge
- Östanå
- Sibbhult